# Festival de Schwetzingen
Le Festival de Schwetzingen (en allemand Schwetzingen Festspiele) est un festival d'opéra et de musique classique qui a lieu chaque année de mai à début juin à Schwetzingen en Allemagne.
En 1952, c'est la SDR (Süddeutscher Rundfunk) (Radio d'Allemagne du Sud) qui a créé le festival dans cette région. Il se déroule dans un château et parc de 250 ans, près de la ville de Heidelberg. Désormais la SWR a succédé comme organisateur. Une des caractéristiques de ce festival est l'organisation de la première d'un opéra, de même que la redécouverte d'un opéra des siècles passés sur instruments d'époque.

## Voir Aussi